# Дубовецька сільська рада (Житомирський район)
Дубовецька сільська рада — колишня адміністративно-територіальна одиниця та орган місцевого самоврядування у Черняхівському, Пулинському, Житомирському районах та Житомирській міській раді Волинської округи, Київської та Житомирської областей УРСР з адміністративним центром у с. Дубовець.

## Населені пункти
Сільській раді на момент ліквідації були підпорядковані населені пункти:
- с. Дубовець.

## Населення
Кількість населення ради, станом на 1923 рік, становила 930 осіб, кількість дворів — 192.

## Історія та адміністративний устрій
Утворена 1923 року в складі села Дубовець, колоній Буда-Дубовецька, Журафина та хутора Щербинський Пулинської волості Житомирського повіту Волинської губернії. 7 березня 1923 року увійшла до складу новоствореного Черняхівського району Житомирської (згодом — Волинська) округи. 24 серпня 1923 року кол. Журафина була включена до складу Вигодської сільської ради, зі складу котрої до Дубовецької сільради було передано кол. Дворище.
28 вересня 1925 року сільську раду передано до складу Пулинського району, звідки було повернуто до Черняхівського району 3 квітня 1930 року. 17 жовтня 1935 року увійшла до складу Житомирської міської ради. 14 травня 1939 року сільраду включено до складу новоствореного Житомирського району. Станом на 1 жовтня 1941 колонії Буда-Дубовецька та Дворище зняті з обліку. Станом на 1 вересня 1946 року х. Перемога (Щербинський) перебував на обліку у Вільській сільській раді Черняхівського району.
Станом на 1 вересня 1946 року сільська рада входила до складу Дубовецького району Житомирської області, на обліку в раді перебувало с. Дубовець.
11 серпня 1954 року, внаслідок виконання указу Президії Верховної ради УРСР «Про укрупнення сільських рад по Житомирській області», сільську раду ліквідовано, територію та с. Дубовець включено до складу Березівської сільської ради Житомирського району Житомирської області.